# Jaginakere, Krishnarajpet
Jaginakere là một làng thuộc tehsil Krishnarajpet, huyện Mandya, bang Karnataka, Ấn Độ.